# Бабієнко Володимир Андрійович
Володимир Андрійович Бабієнко (10 липня 1947 — 22 червня 2022) — український педагог, член Національної спілки письменників України, заслужений вчитель України

## Біографія
В. А. Бабієнко народився  10 липня 1947 року селі Ставки Веселинівського району Миколаївської області.
Середню школу закінчив зі срібною медаллю.
У 1970 році закінчив механіко-математичного факультету Одеського державного університету імені І. І. Мечникова.
Вся педагогічна діяльність пройшла в Долинській середній школі № 1 Ананьївського району Одеської області,  де працював вчителем математики.
В 1987 році був делегатом V з'їзду вчителів України. Здобув звання «Вчитель-методист»,
Помер 22 червня 2022 року, похований в місті Одеса.

##### Професійно-творча діяльність
Створив свою власну різнорівневу  систему уроків з алгебри та геометрії;  математичний гурток «Нитка Аріадни», де учні під керівництвом вчителя займалися дослідницькою роботою в області елементарної математики, дослідженням внутрішньої геометрії трикутника, а саме, перетином сторін трикутника, характеристичними прямими. Деякі результати роботи гуртка опубліковані.  Розробив і опублікував методи й прийоми підготовки учнів сільської школи до інтелектуальних змагань з математики: написав спеціальну роботу «Підготовка учнів сільських шкіл до інтелектуальних змагань з математики», яка була опублікована у журналі «Наша школа». В роботі «Геометричні побудови та перетворення в найпростішому графічному редакторі Paint» поряд з іншими задачами, створив аксіоматику побудови геометричних фігур. За допомогою математики вдалося розв'язати задачу на перетворення фрагментів малюнків.
Працював над вдосконаленням інтегрованого способу викладання інформатики, запропонувавши власні підходи до розвитку цього методу, створив ряд оригінальних інтегрованих уроків з інформатики, які пов'язав з літературою, мистецтвом, хореографією, історією, складав до них вірші.
Досліджував проникнення павуків — каракуртів у зв'язку з потеплінням на територію Одеської області, і, конкретно, на територію сільської ради. Разом з учнями досліджував забрудненість річки Великий Куяльник.
Є автором збірки поезії «Я люблю тебе», збірки казок «Золота каблучка», збірки оповідань «Таємниця затонулих галер», книг «В серці Драконових гір» ,  «Таємниці гори Мойси».
Є автором проектів геральдики села Долинського — гімна, прапора та герба.
З 2021 року був  членом Національної спілки письменників України.

## Нагороди
- Орден Трудової Слави ІІІ степеня
- Звання "Заслужений вчитель України" (2012)
- Медаль А. С. Макаренка
- Знак "Відмінник народної освіти УРСР"